# Nuestra Señora de Coromoto
Santa María de Coromoto en Guanare de los Cospes es la Patrona de Venezuela, de Caracas, de la Diócesis de Guanare; y desde el 19 de noviembre de 2011, Patrona Principal de la Arquidiócesis de Caracas, luego de que la Santa Sede aprobara su designación. Se acepta como una advocación mariana, venerada en Guanare (capital del Estado Portuguesa), donde apareció hace 372 años y le dejó su Imagen a un cacique indígena de la tribu de los cospes llamado Coromoto. La imagen, que mide 2,5 centímetros de alto por 2 centímetros de ancho, está expuesta para su veneración en la Basílica Menor Santuario Nacional de Nuestra Señora de Coromoto, construida en el lugar de su segunda aparición en el Monte de los Negros.

## Historia
Nuestra Señora de Coromoto es la Patrona de Venezuela. Es venerada tanto en la ciudad de Guanare, donde apareció el día 8 de septiembre de 1652, como en todo el país. Cuando la ciudad de Guanare fue fundada en 1591, los indígenas que habitaban en la región, los Cospes, huyeron hacia la selva en el norte de la nueva ciudad. Esto dificultaba la evangelización que la Iglesia católica había emprendido en toda la región. Un día de 1651, el Cacique Coromoto y su mujer atravesaban una corriente de agua y vieron una Señora de extraordinaria belleza que les dijo en su idioma: "Vayan a casa de los blancos y pídanles que les eche el agua en la cabeza y así poder ir al cielo". 
Según reseña la historia, la Santísima Virgen se apareció a varios indios en distintos días y a los niños hijos de estos, cuando iban a la quebrada a buscar agua.  
Casualmente un español llamado Juan Sánchez pasó por ahí y el Cacique Coromoto le relató lo sucedido.
Sánchez entonces le pidió que se alistara con la tribu, que él pasaría dentro de ocho días a fin de enseñarles todo lo necesario para bautizarlos. En efecto, cuando regresó losas marcharon con él a un ángulo formado entre los ríos Guanaguanare y Tucupido, donde les repartieron tierras e iniciaron la catequización, a fin de prepararlos para el bautizo. Varios indígenas recibieron el bautismo, no así Coromoto, quien echaba de menos la selva donde él era libre y no tenía que obedecer a los blancos. Esto lo hizo preparar su huida del campamento. Sin embargo, el sábado 8 de septiembre de 1652, dispuso Juan Sánchez reunir a los indígenas que trabajaban en Soropo, en vista de lo cual el castellano instó al Cacique a que se juntara con sus compañeros y asistiera a los actos religiosos que iban a celebrarse en el caney, que para estas reuniones tenía dispuesto junto a su habitación. Coromoto se negó rotundamente a esta invitación, y mientras sus compañeros oraban, él con gran enojo y rabia intentó irse aceleradamente hacia su pueblo donde llegó al anochecer. Pero, habiendo transcurrido unos instantes desde su llegada a la choza donde estaba su esposa, su cuñada y un niño indio de 12 años hijo de esta última, la Bella Señora vuelve a aparecer de modo visible y corpóreo en el umbral del bohío del indígena. De ella salían copiosos rayos de luz que bañaban el estrecho recinto de la choza, tan potente "como el sol de mediodía", según describió Isabel, cuñada de Coromoto. El cacique cogió una flecha y apuntó para matarla. Como la Señora se le acercó, Coromoto lanzó la flecha e intentó empujarla, pero ella desapareció, dejándole en la mano un pequeño pergamino con su imagen grabada.
El niño indio sobrino del cacique corrió a avisarle a Juan Sánchez, quien con dos de sus compañeros fueron al sitio de donde apareció la mujer y recogieron el pergamino que dejó. La imagen fue alumbrada por Sánchez con apenas un cabo de cera negra. Esta luminaria ardió día y noche sin consumirse, desde las 12 del domingo hasta el martes por la tarde. Hecho considerado por los testigos como milagroso. Dieron parte a las autoridades civiles y eclesiásticas, quienes a pesar de no creerlo, resolvieron llevar el pergamino a la Iglesia de Guanare en 1654, donde permaneció en un relicario hasta 1987, cuando fue incrustada en el pedestal de la imagen de madera en que yace hoy día en el Santuario Nacional de Nuestra Señora de Coromoto, construido en el lugar de esta segunda aparición.
El Cacique Coromoto al ver que la Señora no había logrado nada con él, huyó a la selva, donde lo mordió una serpiente venenosa. Entonces comenzó a pedir el bautismo, el cual le fue administrado por alguien que pasaba por ahí. Al bautizarse se convirtió en apóstol entre los indígenas, pidiendo a estos que no se separaran del misionero y que se bautizaran, y luego falleció (cita). Como consecuencia de esto, los indios cospes formaron una comunidad de fieles muy fervorosa, acompañada durante los primeros 20 años por un fraile capuchino de nombre fr. Jose de Najera quien les imparrtía la doctrina y les enseñaba otros oficios, tal y como se hacía en otros "pueblos de doctrina".
Hoy en día, cerca de Guanare (Estado Portuguesa), en el lugar de la segunda aparición fue construido un hermoso templo, el Santuario Nacional "Nuestra Señora de Coromoto", el cual fue consagrado a esta virgen el 7 de enero de 1996, e inaugurado con la solemne Eucaristía presidida por el Papa Juan Pablo II el 10 de febrero de 1996. Detrás del altar se encuentra la imagen de la mujer. Debajo de esta imagen está un relicario de oro, brillantes y perlas.

## Estudios realizados

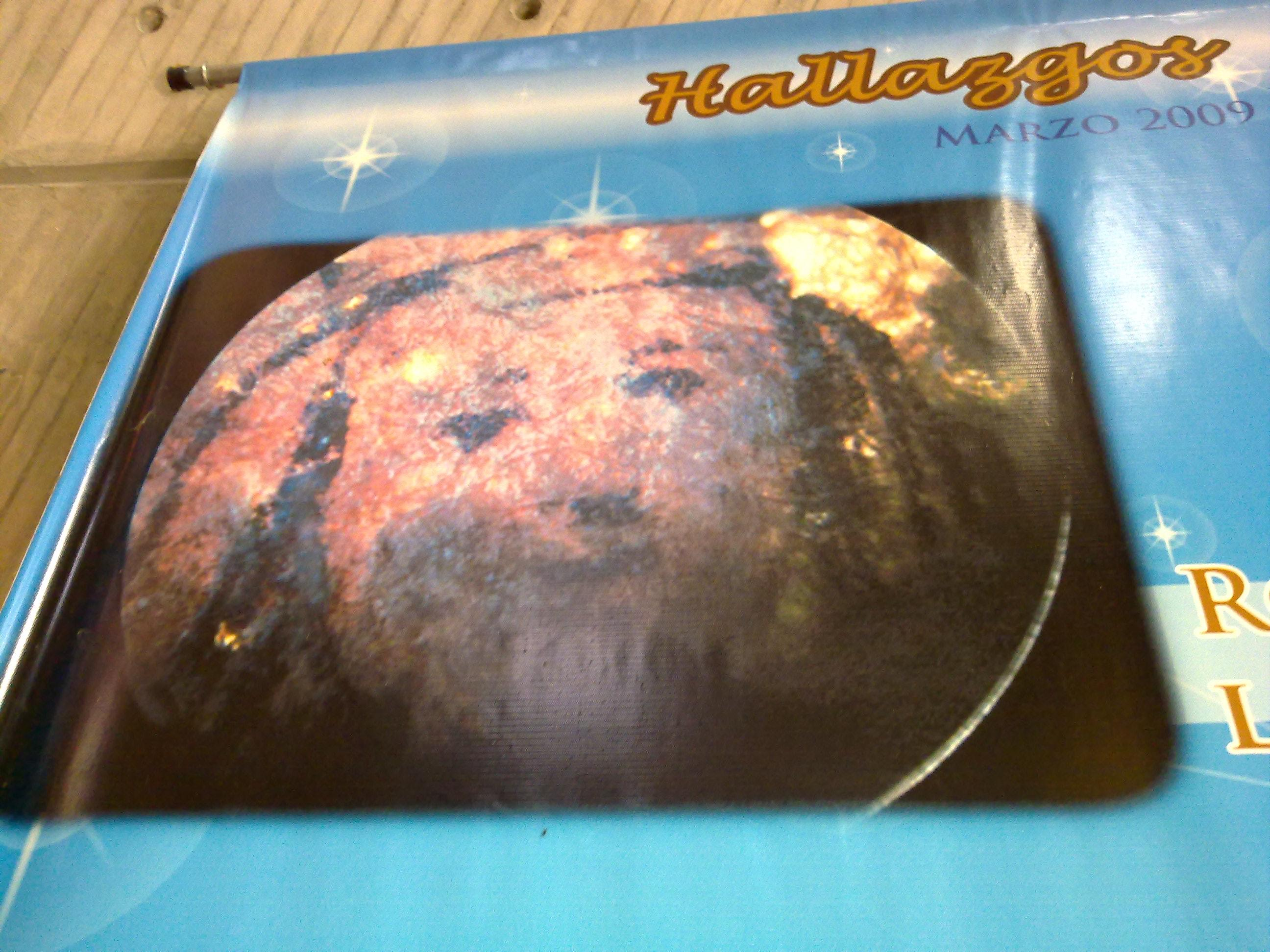
Rostro de la Virgen de Coromoto en la Santa Reliquia de Nuestra Señora de Coromoto Patrona de Venezuela

Entre el 9 y 15 de marzo de 2009 la reliquia, fue sometida a un tratamiento de conservación, con la aprobación de la Conferencia Episcopal Venezolana.
Monseñor Valero Ruz, V Obispo de la Diócesis de Guanare, en una rueda de prensa, destacó que de ese modo se probó que en el mundo hay solo dos reliquias auténticas y originales: la Virgen de Guadalupe, en México, y la Virgen de Coromoto, en Guanare.
Explicó que la restauración de la reliquia fue realizada por los expertos Pablo González, Carmen Díaz y Nancy Morella Jiménez, esta última responsable de restaurar el Acta de Independencia de Venezuela, acompañados por el Sr. José Luis Matheus de la Fundación María Camino a Jesús y el Padre Manuel Brito.
Igualmente el Obispo indicó que: “el proceso de restauración tardó cinco días y que se efectuó en un laboratorio instalado en el Santuario Nacional en Guanare”.

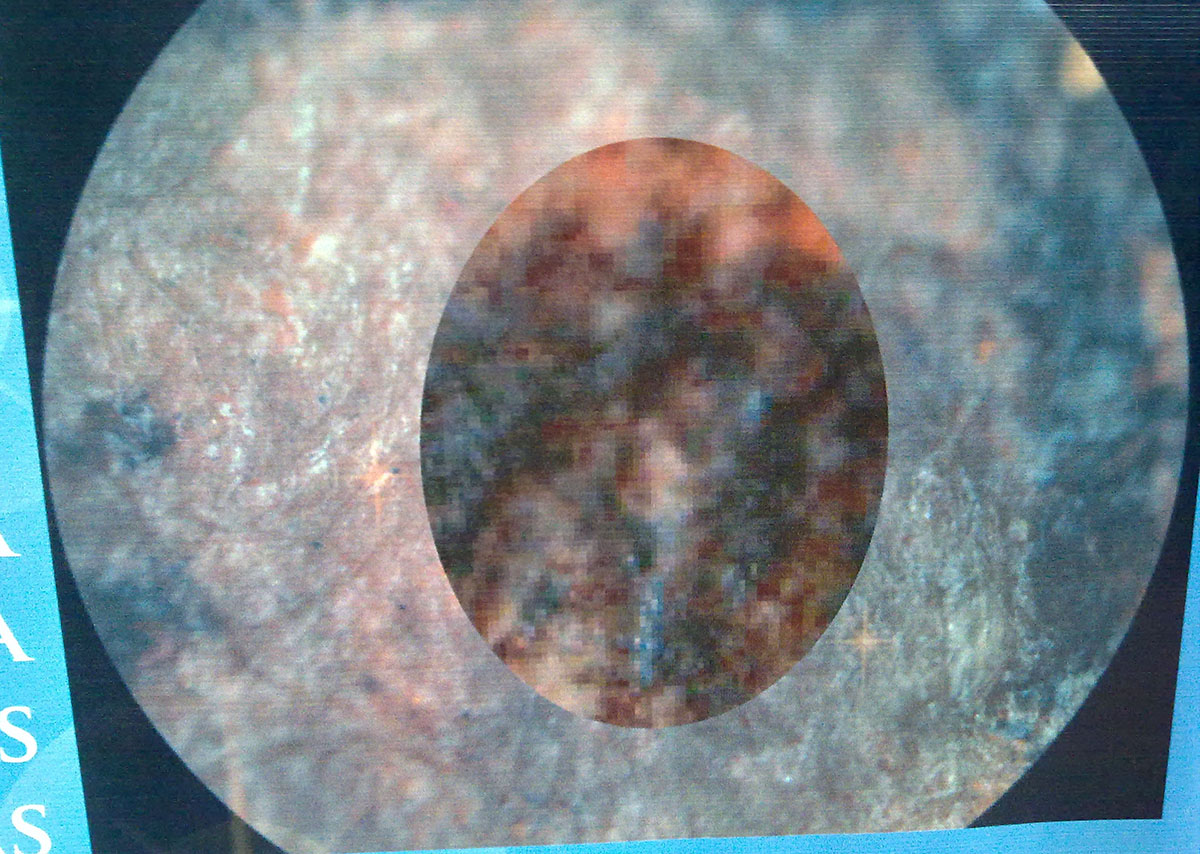
Ojo izquierdo de la Santísima Virgen de Coromoto que mide menos de 1 milímetro, tiene presencia de iris se diferencia con claridad el orbe ocular, el conducto lacrimal y un pequeño punto de luz donde se pudo observar una figura humana con características especiales

El equipo interdisciplinario al realizar el estudio microscópico detectó elementos o hallazgos que hasta ahora eran desconocidos. Se comprobó la autenticidad de la Reliquia Divina como prodigio, y se encontraron hallazgos sorprendentes: presencia de varios símbolos indígenas, la Corona de la Virgen y el Niño son típicamente indígenas. Los ojos de la Virgen que miden menos de 1 milímetro, tienen presencia de iris y al observar en profundidad el ojo izquierdo, tiene características de un ojo humano, se diferencia con claridad el orbe ocular, el conducto lacrimal, el iris y un pequeño punto de luz donde se pudo observar una figura humana con características especiales, hasta ahora se pensaba que los ojos de la Virgen eran unos simples puntos.
Los restauradores explicaron que: "El PH del agua donde se mantuvo sumergida la imagen por 18 minutos para ser desprendida del vidrio, dio 7, es decir un agua visiblemente amarillenta, verdosa, pero con un PH inexplicablemente neutro"
Uno de los expertos, Pablo González, explicó que: "la Reliquia está adherida en el papel, se observan trazos perfectos y en relieve, pero lo asombroso es que el papel no absorbió la tinta". "Para la época, solo existía la tinta china y está más probado que ésta, al ser trazada en un papel de algodón, similar a una servilleta, no solo se adhiere sino que se expande, cosa que no ocurrió con la imagen de la Reliquia y que científicamente no tiene explicación".
Pablo González también agregó que: "Se utilizaron técnicas de vanguardia en lo referente al control de humedad, iluminación y temperatura. Hicimos uso de los más sofisticados equipos para garantizar un trabajo perfecto: cámara de humidificación, equipos de control de humedad y temperatura y los reactivos químicos adecuados para la restauración".

## Patronazgo y Coronación

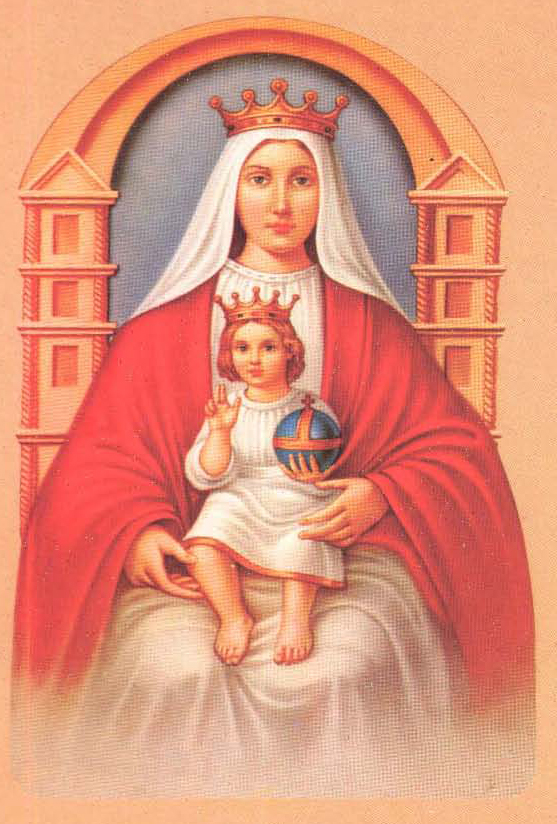
Icono de la Virgen de Coromoto.

### Santísima Virgen de Coromoto declarada Celeste y Principal Patrona de Venezuela
En 1807, el presbítero José Vicente Unda terminó la construcción de la Iglesia de Guanare.
En 1942 el Episcopado Venezolano decretó y proclamó a Nuestra Señora de Coromoto, Patrona oficial de Venezuela.
En 1944 el mismo Pío XII confirmó, constituyó y declaró a la Santísima Virgen de Coromoto, Celeste y Principal Patrona de Venezuela.
El 14 de mayo de 1949, la iglesia de Guanare fue elevada a Basílica Menor por su Santidad Pío XII. En ella se custodiaba la Reliquia dejada por la Virgen en la Mano del indio Coromoto.
A los 300 años de su aparición, el 11 de septiembre de 1952, fue coronada su Sagrada imagen por el Cardenal Manuel Arteaga Betancourt.
En 1976 bajo el patrocinio de la Congregación de las Siervas del Santísimo, la M. Guadalupe, M. Elizabeth, Monseñor Alfonzo Vaz, Monseñor Ángel Polacini y otras personalidades, constituyeron la Asociación Civil Venezuela a la Virgen de Coromoto para la edificación del Templo Votivo Nacional a la Virgen, en el sitio exacto de la última aparición. Allí se trasladó la Reliquia de la Virgen, y se colocó en un lugar especial para la veneración de los fieles.
En enero de 1996 fue elevado a la categoría de Santuario por su Excelencia Monseñor Oriano Quillici, Nuncio Apostólico en Venezuela.
En febrero del mismo año fue inaugurado por su Santidad San Juan Pablo II, en su visita a nuestro País. Este Santuario, su Santidad Benedicto XVI, lo elevó a Basílica Menor, en 2007.

### Oración
Con esta oración fue Consagrada en Venezuela como "Patrona Nacional" por el Cardenal Jorge Urosa Savino el 26 de junio de 2011:
"¡Oh, Madre querida de Coromoto!
Tú que has acompañado el nacimiento y el desarrollo de nuestra historia patria, venimos a tus plantas a consagrarnos como pueblo, como nación que te reconoce como Madre y a decirte que somos tuyos.
Queremos colocar muy cerca de tu corazón nuestras necesidades, deseos, luchas y logros.
En este momento de nuestra historia, te pedimos que mires a estos tus hijos que caminan en valle de lágrimas y consuélalos mostrándonos siempre a tu Hijo.
Te consagramos nuestra Patria Venezuela, con todos sus hijos, con sus familias, con los que sufren y son olvidados.
Enséñanos, Virgen llanera a llevar dentro de nosotros a tu Hijo con el mismo amor y adoración con que tú le llevaste.
Que esta especial consagración nos haga hijos más fieles a la Iglesia, a sus pastores y ministros.
Muéstrate como Madre, como la bella Señora del río Tucupido, a todos cuantos están alejados.
Recibe, Virgen de Coromoto, nuestra consagración y sostén nuestros propósitos de vivir como discípulos y misioneros de Hijo a fin de que podamos llevar a plenitud nuestra vocación bautismal dando así gloria a la Santísima Trinidad.

## Otras

### Tenerife
En la isla de Tenerife (Islas Canarias, España) se encuentran varias réplicas de la imagen de la patrona de Venezuela, entre ellas:
- En San Cristóbal de La Laguna nos encontramos un barrio que debe su nombre a esta imagen mariana, El Coromoto y donde se encuentra una réplica de la imagen en una diminuta capilla, la ermita de Nuestra Señora del Coromoto, el barrio celebra la festividad de la imagen en los primeros fines de semana del mes de septiembre.

- En el municipio de Candelaria se encuentra una réplica de la Virgen de Coromoto en la Iglesia de Santa Ana, cerca de la Basílica y Real Santuario Mariano de la Virgen de la Candelaria (Patrona de Canarias).

- En el municipio de La Guancha se encuentra una imagen de la Virgen de Coromoto en una pequeña ermita en el barrio de La Guancha de Abajo, cuya fiesta se celebra el último domingo del mes de mayo.

- En el municipio de La Frontera (Isla de El Hierro), perteneciente a la provincia de Santa Cruz de Tenerife, existe una réplica de Ntra. Sra. de Coromoto, ubicada en le iglesia matriz Ntra. Sra. de Candelaria (patrona de Canarias).

- En el pueblo de Taucho, al sur de Tenerife hay una réplica de Ntra. Sra. de Coromoto.
- En el pueblo de Tijarafe en la isla de San Miguel de la Palma hay una réplica de Ntra. Sra. de Coromoto donada, a su regreso de Venezuela, por un emigrante Tijarafero.

### Sevilla
- En El Retablo de las Patronas, presidido por la Virgen de Guadalupe, patrona de México.. Basílica Menor de Santa María de la Esperanza Macarena.

### Madrid
- Los frailes capuchinos llevaron esta devoción a España, exponiedo una imagen de la Virgen de Coromoto, en Madrid en la iglesia San Antonio de Padua (Calle Bravo Murillo, 150), en la capilla primera a la izquierda del altar mayor. Encima del Altar se lee: "Nuestra Señora de Coromoto, Patrona de Venezuela". El fondo del retablo es una pintura del cielo con unos ángeles rodeando la imagen de la Virgen de Coromoto. La pintura es obra de Francisco Boira Castells y data del año 1955.

### Portugal
- En la iglesia parroquial de São Martinho en Funchal, se encuentra, desde el 15 de abril de 2018, una imagen de Nuestra Señora de Coromoto, la cual fue ofrecida por una emigrante en acción de gracias y súplica.

### México
- En la Iglesia de San Miguel Arcángel en la Ciudad de Villahermosa, Tabasco, México, hay una réplica de la Imagen de Nuestra Señora de Coromoto traída por la Asociación Civil "Unión de Venezolanos en Tabasco" (UVETAB A.C.).
- En la iglesia de San Juan Bautista (Coyoacán) tienen una imagen de yeso de Nuestra Señora de Coromoto, al costado derecho.
- En Huixquilucan, la Parroquia Sedes Sapientiae, tiene como patrona a la Virgen de Coromoto, por estar sentada en el trono. El párroco, padre Miguel, solicitó traer desde Venezuela dos imágenes de Nuestra Señora de Coromoto.

### Argentina
En Buenos Aires se venera la imagen en varias parroquias, tales como Nuestra Señora del Carmelo, Nuestra Señora de Caacupé, Nuestra Señora de Balvanera.
Desde 2019, en la Parroquia de Nuestra Señora de Guadalupe, está un retablo, realizado en Caracas y donado por Gladys Colmenares,  venezolana radicada en Chile. Este retablo, pedido por la Asociación de Venezolanos en la República Argentina (Asoven),  peregrinó como muchos venezolanos por la Cordillera de los Andes, atravesó fronteras buscando un lugar seguro para vivir, llegando en autobús a Buenos Aires. Recorrió muchos kilómetros hasta encontrar su lugar, la Parroquia Guadalupe, que siempre ha sido un lugar de acogida para todos los migrantes, en especial para la comunidad venezolana. En Guapalupe se la conoce como María de Coromoto, la Caminante.
- En la Basílica de Nuestra Señora de Lujan en la cripta donde están expuestas varias réplicas de las Patronas de diferentes países, también encontraremos en la primera Cripta una réplica de Nuestra Señora de Coromoto Patrona de Venezuela.

### Chile
- En Santiago de Chile, en la Parroquia Latinoamérica ubicada en Av. General Bustamante 180, en la comuna de Providencia, se venera la imagen de Nuestra Señora de Coromoto y se encuentra en la Iglesia junto con otras imágenes veneradas en Latinoamérica. Cada año se celebran tres misas con la Virgen en el altar (los domingos siguientes a las fechas a las 13horas): (i) el 5 de julio para conmemorar la independencia de Venezuela y su consagración al Santísimo Sacramento y (ii) el 11 de septiembre para conmemorar su fiesta.

### Costa Rica
- En la Basílica de Nuestra Señora de los Ángeles, Costa Rica, en la zona donde está la piedra sobre la cual fue hallada la  Virgen Negrita (como la llaman cariñosamente los costarricenses a su Patrona), se encuentra una imagen de Nuestra Señora de Coromoto junto con otras advocaciones marianas, patronas de otros países del continente americano.

### Perú
- En la ciudad de Lima, por el éxodo masivo de venezolanos que por la crisis humanitaria que atraviesa el país huyeron de Venezuela, devotos venezolanos hicieron la entronización de la imagen de Nuestra Señora de Coromoto en esta ciudad, siendo venerada en la Parroquia San Juan Pablo II, ubicada en el distrito de Santiago de Surco. También en la ciudad de Arequipa, en el distrito de Cerro Colorado existe una imagen de Nuestra Señora de Coromoto y es venerada en la parroquia Nuestra Señora de los Dolores por los residentes venezolanos y feligreses de la localidad.